# 路易斯-安托万·兰维尔

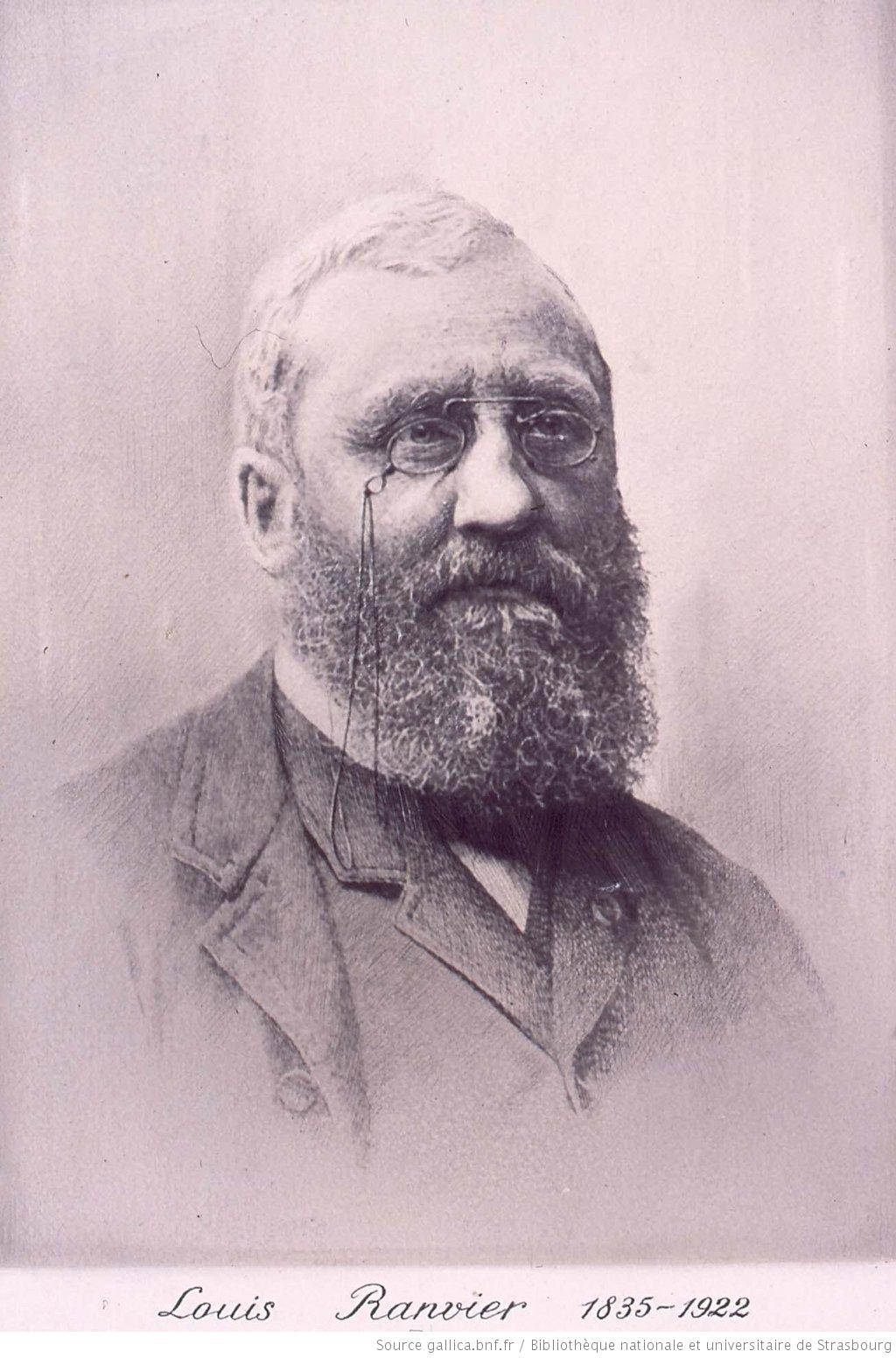
路易斯-安托万·兰维尔

路易斯-安托万·兰维尔（法语：Louis-Antoine Ranvier；1835年10月2日—1922年3月22日），法国知名医生、病理学家、解剖学家、组织学家，以发现神经元的“兰氏结”而知名。默克尔-兰维尔细胞也以他和德国科学家弗里德里希·西格蒙德·默克尔的名字共同命名。

## 生平
兰维尔出生于法国里昂，1865年从医学院毕业。1867年，他进入法兰西公学院，成为克洛德·贝尔纳的助手。1875年，他成为法兰西公学院的解剖学教授。
1878年，兰维尔发现了以他名字命名的“兰氏结”。此后，1897年，他与法国科学家爱德华·杰拉德·巴尔比亚尼一同创立了科学期刊《显微解剖学档案》（Archives d'anatomie microscopique）。
1900年，兰维尔退休并回到其在罗阿讷住所。1922年，兰维尔于旺德朗热逝世。